# Geocythere geophila
Geocythere geophila är en kräftdjursart som först beskrevs av C. W. Hart 1959.  Geocythere geophila ingår i släktet Geocythere och familjen Entocytheridae. Inga underarter finns listade i Catalogue of Life.